# Kharitonov-Kriterium
Das Theorem von Kharitonov ist ein Zusammenhang, der in der z. B. Regelungstechnik verwendet wird, um die Stabilität von dynamischen Systemen, die durch eine lineare Differentialgleichung beschrieben werden, nachzuweisen, wenn deren physikalische Parameter nicht genau bekannt sind. Stabilität eines solchen Systems mit bekannten Parametern liegt vor, wenn die Nullstellen des charakteristischen Polynom einen negativen Realteil haben. Diese Eigenschaft kann z. B. mit Hilfe des Routh-Hurwitz-Kriterium ohne Berechnung der Nullstellen gezeigt werden.
Ist jedoch nur der Wertebereich der physikalischen Parameter und daher nur ein Wertebereich der Koeffizienten des charakteristischen Polynoms bekannt, kann das Theorem von Kharitonov herangezogen werden.
Wird ein System durch das charakteristische Polynom
{\displaystyle p(s)=a_{0}+a_{1}s^{1}+a_{2}s^{2}+...+a_{n}s^{n}}
beschrieben und gilt für jeden Koeffizienten
{\displaystyle l_{i}\leq a_{i}\leq u_{i},}
so liegen die Nullstellen aller Polynome mit dieser Eigenschaft für {\displaystyle a_{i}} in der linken Halbebene dann und nur dann, wenn die Nullstellen der vier Polynome
{\displaystyle k_{1}(s)=l_{0}+l_{1}s^{1}+u_{2}s^{2}+u_{3}s^{3}+l_{4}s^{4}+l_{5}s^{5}+\cdots }
{\displaystyle k_{2}(s)=u_{0}+u_{1}s^{1}+l_{2}s^{2}+l_{3}s^{3}+u_{4}s^{4}+u_{5}s^{5}+\cdots }
{\displaystyle k_{3}(s)=l_{0}+u_{1}s^{1}+u_{2}s^{2}+l_{3}s^{3}+l_{4}s^{4}+u_{5}s^{5}+\cdots }
{\displaystyle k_{4}(s)=u_{0}+l_{1}s^{1}+l_{2}s^{2}+u_{3}s^{3}+u_{4}s^{4}+l_{5}s^{5}+\cdots }
in der linken Halbebene liegen. Dieser Nachweis kann wieder durch das Routh-Hurwitz-Kriterium erbracht werden, das nun auf die vier Gleichungen angewendet wird.
Dies bedeutet, dass durch Überprüfen der Nullstellen von vier Polynomen gezeigt werden kann, dass die Nullstellen von unendlich vielen Polynomen auf der linken Halbebene liegen. Damit ist dieses Kriterium besonders zur Behandlung von robusten Reglern geeignet. Da in realen Systemen die Koeffizienten von physikalischen Parametern abhängig sind, kann in der Regel nicht jedes charakteristische Polynom einem realen System zugeordnet werden. Damit ist das Theorem von Kharitonov in Bezug auf reale Systeme nur ein hinreichendes, aber nicht notwendiges Kriterium.
Bei Systemen mit Ordnung kleiner als 6 müssen nicht alle vier Gleichungen ausgewertet werden.